# Blåjackor
Blåjackor è un film svedese del 1964 diretto da Arne Mattsson.